# 方孝孺

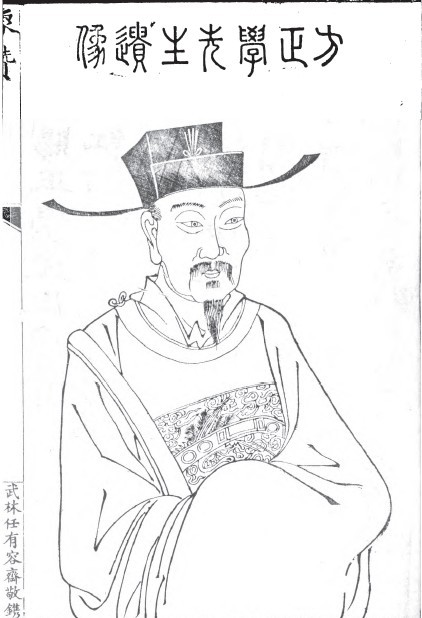
方孝孺／『方正学先生遜志斎集』

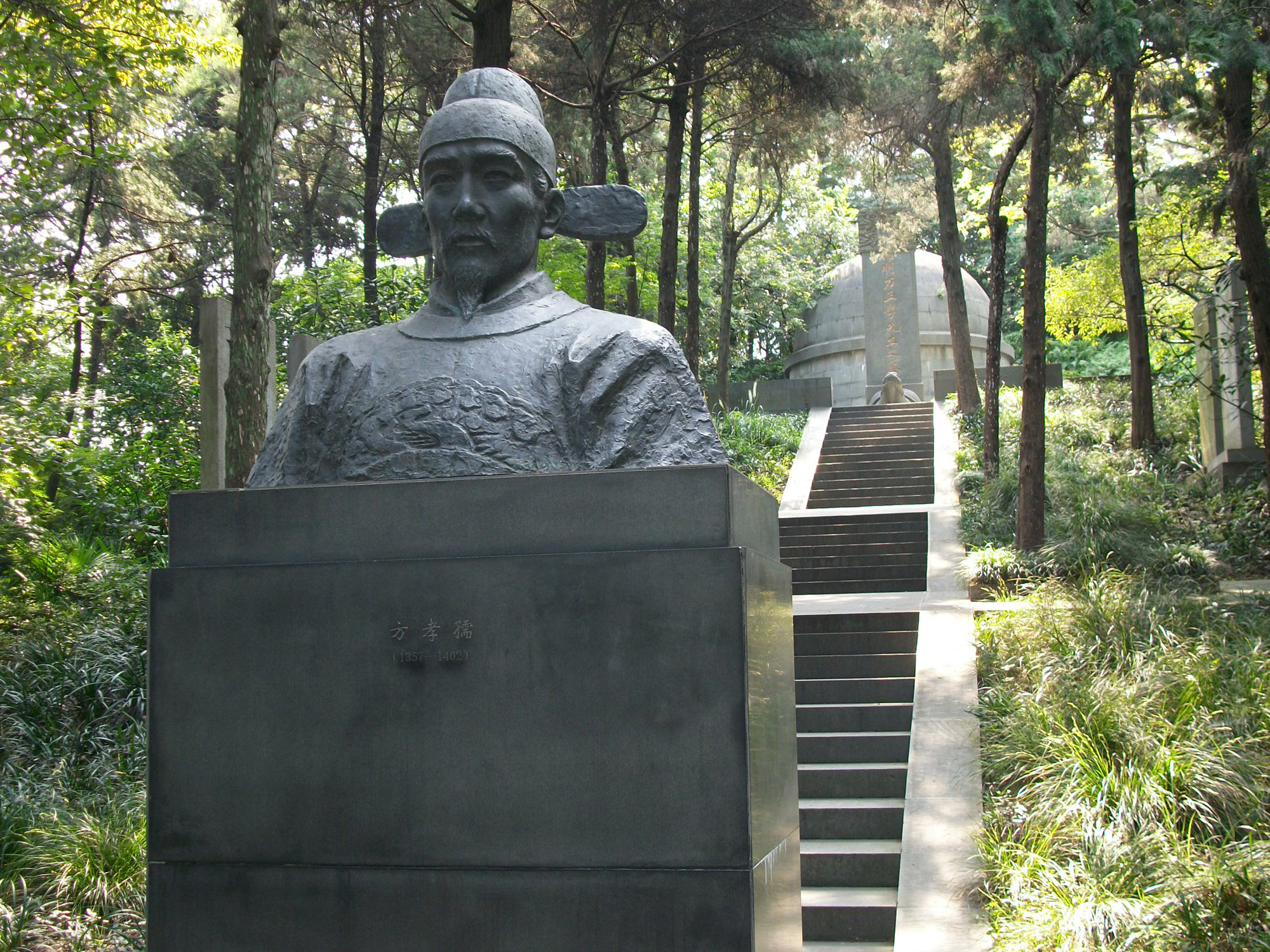
南京市の雨花台にある方孝孺の墓

方 孝孺（ほう こうじゅ、至正17年（1357年） - 建文4年6月25日（1402年7月25日））は、明初の儒学者・政治家。字は希直、または希古。号は正学。浙江省寧海県の人。

## 略歴
宋濂に師事し、門下の中で随一と評された。洪武二十五年（1392年）に推挙されるが、法治を重視する洪武帝（朱元璋）とは合わず官は漢中府教授に止まっていた。当代一の学者と世間に目されていたが、洪武三十一年（1398年）に洪武帝が崩御すると後を継いだ建文帝に翰林院侍講学士に抜擢されて、国政に参加するようになった。この時同じく建文帝の側にいたのが黄子澄・斉泰であり、黄子澄らは燕王朱棣（後の永楽帝）を始めとする諸王の勢力削減（削藩政策）を方孝孺は『周礼』に範をとった官制改革に取り組んだ。
削藩政策に追い詰められた朱棣が政府に対する反乱を起こす（靖難の役）。この戦いは長引き、その中で黄子澄と斉泰は退けられて方孝孺が政権の陣頭に立つことに成るが、元々学者である方孝孺に戦争の指揮は無理があり、政府はジリジリと追い詰められることになる。そうして建文四年（1402年）に首都南京は陥落、方孝孺は捕えられた。
南京陥落前、永楽帝は側近道衍（姚広孝）から「方孝孺は降伏はしないだろう。しかし彼を殺してはなりません。彼を殺しては天下の学問が途絶えることになりかねません」と言われていた。これを受けて永楽帝は方孝孺に自らの即位の詔を書かせようとしたが、方孝孺は出された紙に数文字を書き、そのようなものを書くくらいなら死んだほうがマシだと泣いて断った。永楽帝が紙を取り上げてみてみるとそこには「燕賊簒位」（燕の賊が皇帝位を簒った）と書かれていた。
これに激怒した永楽帝は方孝孺の口に短刀を押し込んで抉らせて獄に戻し、一族・門弟たちを捕えては彼の眼の前で殺してみせたのである。男系一族のみならず妻・母の一族・門弟たちが次々と殺され、犠牲者は873人に及んだ。そして最後に方孝孺自身も南京城外に引き出され、「絶命詩」を読んだ後に処刑された。この方孝孺に対する処置は通常の九族（父族4母族3妻族2）に加えて友人・門生を含んだ「十族」が族誅された（壬午殉難）。
方孝孺の著作として『遜志斎集』・『方正学先生文集』がある。
| 絶命詩               | 絶命詩                                                     |
| 原文                 | 書き下し                                                   |
| -------------------- | ---------------------------------------------------------- |
| 天降乱離兮、孰知其由 | 天乱離を降す、孰れか其の由を知らん                         |
| 奸臣得計兮、謀国用猷 | 奸臣計を得て、国を謀り猶（はかりごと）を用う               |
| 忠臣発憤兮、血涙交流 | 忠臣憤りを発し、血涙交（こもご）も流る                     |
| 以此殉君兮、抑有何求 | 此れを以って君に殉ず、そもそも又何をか求めん               |
| 嗚呼哀哉兮、庶不我尤 | 嗚呼悲しい哉、庶（ねがわ）くば吾が尤（とが）めざるにちかし |

## 史書における「滅十族」
方孝孺の「滅十族」は壮絶かつ悲惨なエピソードとして広く知られているが、正史である『明史』方孝孺列伝には「丁丑，杀齐泰、黄子澄、方孝孺，并夷其族」とのみあり、方孝孺らの父系一族が粛清されたことは読み取れるが、「滅十族」や「連座者847人（873人とする本もある）」などの記述はない。宋端儀（正統12年〜弘治14年）の『立齋閑録』は連座者847人としているが、こちらでも犠牲者として挙げられているのは方孝孺の父系の人物ばかりで、母系や妻系の人物の名は見えない。
「滅十族」の記述が最も早く現れるのは祝枝山（天順4年～嘉靖5年）の『野記』である。崇禎年間まで下ると、『寧海県志』方孝孺伝、『明史紀事本末』、『文正方正学先生孝孺』、黄宗羲による『方正学孝孺』など、いずれの文献も方孝孺は「滅十族」されたとしている。また、同じく崇禎年間の『熹宗実録』には滅十族の記述がある一方、方孝孺の幼子が密かに救出されて逃亡し、天啓2年に十世の子孫が名乗り出て赦されたという話も載せられている。
明の遺民である談遷の『國榷』巻12には、永楽帝は方孝孺を滅九族で脅したものの方孝孺が屈服しなかったため、その「宗戚」873人を殺戮したとある。この「戚」の字は母系や妻系といった宗族以外の親族をさし、やはり「九族」が滅ぼされたことになる。「十族（門人）」については、方孝孺に連座した者として廖鏞・盧原質らを挙げており、彼らの一部（盧原質など）が族滅の憂き目に遭ったものであるとする。